# Jørgen Arenholt

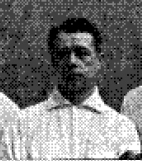
Arenholt (1923)

Jørgen Arenholt (* 14. Dezember 1876 in Kopenhagen; † 27. Juli 1953 ebenda) war ein dänischer Arzt und Tennisspieler.

## Leben
Arenholt nahm 1912 am Tenniswettbewerb der Olympischen Sommerspiele in Stockholm teil. Im Rasen-Einzel unterlag er zum Auftakt seinem Landsmann Vagn Ingerslev. Im Doppel trat er mit Ingerslev zusammen an und sie unterlagen den späteren Olympiasiegern Harold Kitson und Charles Winslow in drei Sätzen, konnten das Match aber fast ausgeglichen gestalten.
Arenholts Werdegang war außergewöhnlich. Er spielte erst 1901 mit 25 Jahren das erste Mal Tennis. Zunächst studierte er in Kopenhagen Medizin. Als Sport praktizierte er Gymnastik und spielte für den Kjøbenhavns Boldklub Fußball. Bei der einzigen Teilnahme an den Wimbledon Championships konnte er 1910 im Einzel und Doppel jeweils nicht die zweite Runde erreichen.
1903 heiratete er die Bauingenieurin und Politikerin Julie Arenholt.